# 凤山街道 (凤城市)
凤山街道，是中华人民共和国辽宁省丹东市凤城市下辖的一个乡镇级行政单位。

## 名称由来
辖区名来源于该区中部的凤凰山，为凤凰山的简称。

## 政区沿革
1945年10月中共设凤城县城厢区，辖凤山村，首次以凤山为行政建制名称。
1946年10月国民革命军进占凤城县，改城厢区为凤城镇，改凤山村为凤山保。
1947年6月国民革命军撤出，中共恢复区村建制，凤山村划归边门区管辖。
1956年2月实行区乡制，设凤山乡，首次以凤山作乡名，为县直属乡。
1958年3月边门区设边门、汤山城、利民3个乡，利民乡辖凤山、龙山、利民3个小乡和新华乡一部分。同年9月撤销凤城镇、利民乡合并设立凤城镇人民公社，辖15个大队。
1962年11月从凤城镇人民公社划出凤山、良种、团山、北山、城东、新民、中兴、二台子、头台子、龙山10个生产大队成立凤山人民公社，驻地文家堡。
1963年从边门人民公社划入大梨树、利民、二龙山、大隈4个生产大队。
1983年9月撤销凤山人民公社，设立凤山乡。1984年12月撤销凤山乡，改设凤山满族乡。
1985年2月北山、城东、凤山、良种、头台子5个村划入凤城镇。同年5月凤城满族自治县成立，乡名不再冠满族称凤山乡。
1994年3月撤销凤城满族自治县设立凤城市，同年11月撤销凤山乡，从原凤山乡划出新民、中兴、二台子3个村，从边门镇划入张家、老爷庙、李家3个村，从凤城镇划入良种、站前、朝鲜族、凤山、头台子5个村和河南街道，设立凤城市凤山街道办事处（经济管理区），12月26日正式挂牌办公，为凤城市人民政府派出机关。
2002年3月撤销河南街政办公室，设立铁北、铁南、凤泽、凤凰山4个社区居民委员会。
2003年10月撤销团山、凤山2个村合并设立凤凰山村，撤销张家、李家2个村合并设立张家村，撤销站前、朝鲜族2个村合并设立站前朝鲜族村，撤销大梨树、利民2个村合并设立大梨树村。
2009年凤山街道设铁北、铁南、凤泽、凤凰山4个社区，157个居民组。辖大梨树、良种、二龙、站前朝鲜族、头台、龙山、凤凰山、张家、老爷庙、大隈10个村，88个村民组。

## 自然地理

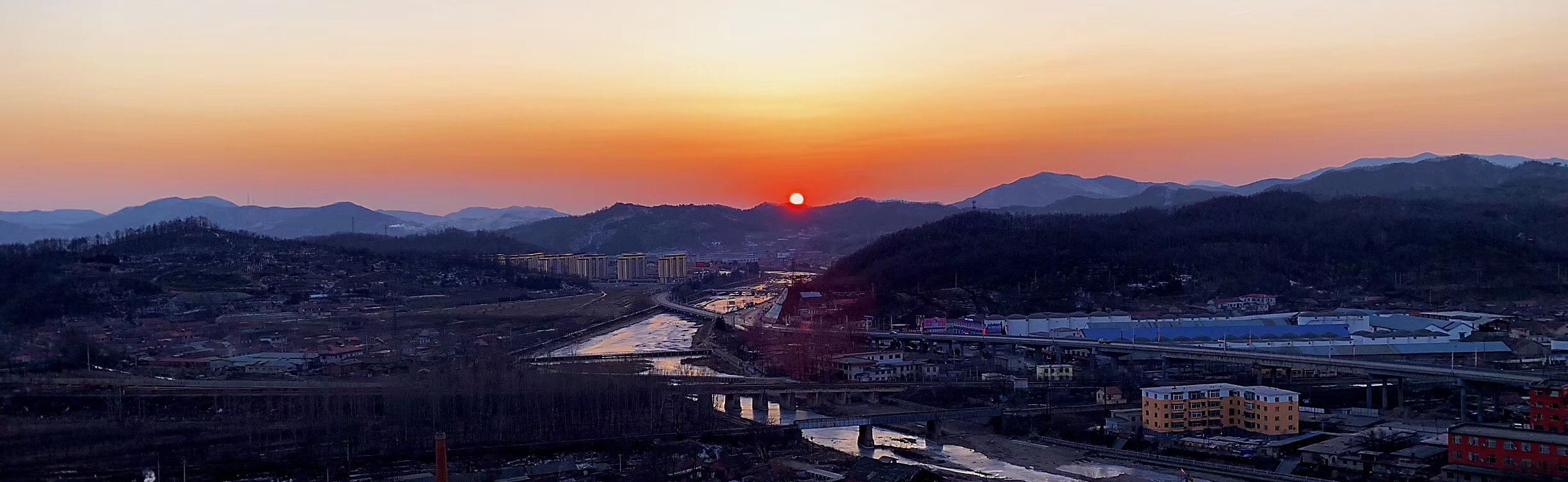
凤山街道全景（向西）

凤山街道位于二道河以西、以南，凤凰山以北凤城盆地南部，北纬40°20′18″—40°28′25″，东经123°55′22″—124°10′00″。东接草河街道，南依边门镇，西邻宝山镇、白旗镇，北靠鸡冠山镇。
境内地势西北偏高，东南偏低，南北长16km，东西宽20km，自然风光秀美，群山起伏，适宜绿色植物生长。主要农作物有玉米，水稻，大豆，蔬菜及中药材等，水果主要有苹果、梨、桃、杏、李子、板栗等。
凤山街道属于湿润性温带季风气候，雨量充沛，热量丰富，雨热同季，光照较好。全年无霜期156天，年平均降水量900——1 000mm，气候条件优越。
境内有梨树河、二龙河、苏子河等主要河流6条。矿产资源有硼矿、镁矿、理石矿、花岗岩、石墨等。

## 人口面积
凤山街道总面积153平方公里，总户数18938户，总人口49208人，人口自然增长率0.028‰。满族人口占总人口的68%，另有汉、朝鲜、回、蒙古、锡伯等民族。

## 名胜古迹
新石器时代遗址有二龙山东坡遗址、头台子前山遗址、凤凰山古城里遗址3处。汉代遗址大梨树村刘家堡子燕国武次城，是公元前128年汉武帝设武次县，建武次城，是东北地区最早设县建制的地区之一。古城址凤凰山高句丽山城，始建于公元404年（晋朝晋先帝元兴三年）历史上称乌骨城，周长16公里，占地10平方公里，是东北地区发现最大的一个古城。革命历史遗址有解放纪念塔、凤城烈士陵园、苗可秀纪念碑。
凤凰山座落在凤山街道境内，属长白山脉，面积24平方公里，最高峰攒云峰海拔836.4米，早在清末和民国初年凤凰山就与医巫闾山，千山、药山并称为奉天省四大名山。

## 行政区划
凤山街道下辖以下地区：
凤泽社区、凤凰山社区、铁南社区、铁北社区、站前朝鲜族村、头台村、良种村、凤凰山村、大隈村、张家村、老爷庙村、大梨树村、二龙村和龙山村。